# Bravothrips mexicanus
Bravothrips mexicanus är en insektsart som först beskrevs av Hermann Priesner 1933.  Bravothrips mexicanus ingår i släktet Bravothrips och familjen smaltripsar. Inga underarter finns listade i Catalogue of Life.